# 제3회 미쟝센 단편 영화제
제3회 미쟝센 단편 영화제는 2004년 6월 23일에 열린 시상식이다.

## 수상 및 후보

### 비정성시 최우수작품상
- 잘돼가? 무엇이든 - 이경미 수상

### 사랑에관한짧은필름 최우수작품상
- 길 위에 연. 날다 - 김영준 수상

### 절대악몽 최우수작품상
- 절귀 - 박시원 수상

### 희극지왕 최우수작품상
- 남성의 증명 - 윤종빈 수상

### 4만번의구타 최우수작품상
- 올드보이의 추억 - 김민석 수상

### 심사위원특별상
- 감상과 이해, 청산별곡 - 이상근 수상
- 올레그 - 김민성 수상
- 폴라로이드 작동법 - 김종관 수상

### 미쟝센 촬영상
- 핑거프린트 - 조규옥 수상

### 시나리오상
- 인비져블 1: 숨은 소리 찾기 - 유준석 수상

### 시각효과연출상
- 편대단편 - 지민호 수상

### 연기상
- 잘돼가? 무엇이든 - 서영주 수상
- 잘돼가? 무엇이든 - 최희진 수상

### 관객상
- 언덕 밑 세상 - 서유민 수상
- 갈증 - 리건 수상

### 비정성시 부문
- 간첩신고는 113 - 김보림
- 감상과 이해, 청산별곡 - 이상근
- 겨울철 독거 노인 - 이정현
- 곁의 여자 - 유성엽
- 길 - 정민영
- 마음에, 물들다 - 나유미
- 행복한 가족 - 임주현
- 믐 - 남종기
- 빗방울 전주곡 - 최헌규
- 빵과 우유 - 원신연
- 소년 백대영 - 김진묵
- 수족관 - 권성현
- 시린 귀를 감싸며 - 문제용
- 언덕 밑 세상 - 서유민
- 잘돼가? 무엇이든 - 이경미

### 사랑에 관한 짧은 필름 부문
- 1-1 - 김한나
- 갈증 - 리건
- 그래도 나에겐 로또가 있다 - 전재훈
- 길 위에 연. 날다 - 김영준
- 순흔 - 박현진
- 타임 머신 - 이원식
- 폴라로이드 작동법 - 김종관
- 하나도 믿지 못하는 상태 - 박준석
- 히치하이킹 - 최진성
- 레인보우 미 - 김세랑
- 랑데부 - 박은영

### 희극지왕 부문
- 남성의 증명 - 윤종빈
- 멍 - 곽경윤 외5명
- 멸공의 횃불 - 이민우
- 아이 러브 스카이 - 임아론
- 올레그 - 김민성
- 정현아~ - 강준원
- 트라이앵글 메모리즈 - 최원석
- 후유증 - 공부성
- W C 정글 - 정충환

### 절대악몽 부문
- 5 미니츠 - 나홍진
- 네게 맞는 약은 살뚝한 가위뿐 - 김유리
- 능숙하게 안녕 - 이재림
- 달콤한 우화 - 방의석
- 물 이야기 - 안지혜
- 비탈거미 - 이서
- 세상밖으로 - 김수진
- 영의 지점 - 정병목
- 자유를 그리다 - 박원철
- 절귀 - 박시원
- 즐거운 우리집 - 엄혜정
- 편대단편 - 지민호
- 피로 물든 세계지도 - 유하
- 핑거프린트 - 조규옥
- 질 - 이장훈

### 4만번의 구타 부문
- 거짓말 게임 - 김은진
- 보이지 않은 곳에서 죽다 - 김주현
- 어느날 - 박준형
- 올드보이의 추억 - 김민석
- 인비져블 1: 숨은 소리 찾기 - 유준석
- 티, 타임 - 이사무엘
- Pee`s - 박재민

### 해외 초청작
- 킬로미터 제로 - 마르코스 구트만
- 귀를 기울이면 - 케네스 브래너
- 내가 서 있는 곳에서 - 아날리스 패터슨
- 머리 없는 남자 - 후안 솔라나스
- 수퍼마켓에서 애인 마음 돌리기 - 프란체스코 팔라스키
- 잃을 것도 없다 - 라파 루소
- 누군가 보고 있다 - 토르 베캬빅
- 돌고 도는 이야기 - 트리스탄 울로아
- 살인예고 - 파블로 롤란 리치
- 악마들 - 르네 빌라리알
- 찬장 안으로 들어간 남자 - 탈루아 쉬압
- 퍼즐 맞추기 - 크리스 미첼
- 프랑스 풍의 문 - 스티브 에이슨

### 각양각색 단편열전
- 약속 - 이재용
- 사진 - 류승완
- 눈물꽃 - 장준환
- Let's get Together Now - 김성수
- 20mm 두꺼운... - 이현승
- 따로 또 같이 - 허진호
- 싱크 & 라이즈 - 봉준호
- 사랑의 힘 - 김지운
- 믿거나 말거나 찬드라의 경우 - 박찬욱